# Галерија застава зависних територија
Списак застава зависних територија чини галерија застава зависних територија пореданих по азбучном редоследу. За заставе суверених земаља видети списак државних застава.
|  |  |  |  |  |  |  |  |  |  |  |  |  |  |  |  |  |  |  |  |  |  |  |  |  |  |  |  |  |  |

## Аустралија
- Застава Божићног Острва
- Застава Кокосових острва
- Застава Острва Норфок

## Данска
- Застава Гренланда
- Застава Фарских острва

## Кина
- Застава Макаоа
- Застава Хонгконга

## Нови Зеланд
- Застава Нијуе
- Застава Токелауа

## Норвешка
- Застава Норвешке коју користи и Свалбард

## Португалија
- Застава Азора
- Застава Мадеире

## САД
- Застава Америчких Девичанских острва
- Застава Америчке Самое
- Застава Гвама
- Застава Порто Рика
- Застава Северних Маријанских острва

## Уједињено Краљевство

### Конститутивни ентитети
- Застава Велса
- Застава Енглеске
- Застава Северне Ирске
- Застава Шкотске

### Самоуправне крунске територије
- Застава Гернзија
- Застава острва Мен
- Застава Срка
- Застава Џерзија

### Прекоморске територије
- Застава Ангвиле
- Застава УК-а коју користе и Акротири и Декелија
- Застава Бермуде
- Застава Британске Антарктичке територије
- Застава Британске територије у Индијском океану
- Застава Британских Девичанских острва
- Застава Гибралтара
- Застава Јужне Џорџије и Јужних Сендвичких острва
- Застава острва Питкерн
- Застава Монтсерата
- Застава Туркса и Кајкоса
- Застава Фолкландских ос.

Заставе Британских пракоморских територија се углавмном одликују тамно-плавом позадином у чијем је горњем левом углу Застава Уједињеног Краљевства. На десној страни заставе обично је грб територије. Једино се застава Гибралтара разликује од осталих.

## Финска
- Застава Оландских Острва

## Француска

### Прекоморски департмани
- Застава Гваделупа
- Застава Мајота
- Застава Мартиника
- Застава Реиниона
- Застава Француске Гвајане